# 旅館二幸
旅館二幸（りょかんにこう）は、東京都小金井市にある旅館。1953年創業。2つ星旅館を獲得している。

## 概要
武蔵小金井駅が最寄り駅であり、ビジネスでの滞在、家族旅行、受験生や出張者などの対象者が利用。
全室が畳敷きの和室。
2022年1月、敷地内に「CAFE NIKO」がオープンし、カフェとして営業していました。宿泊対象外でも利用可能。

## 周辺
周辺には、都立小金井公園や江戸東京たてもの園、三鷹の森ジブリ美術館などがある。